# Huizum
Huizum (Fries: Huzum) is een voormalig dorp, nu een buurt in de stad Leeuwarden in de provincie Friesland. Het is gelegen in de wijk Potmargezone. Het aantal inwoners is ongeveer 9000.

## Geschiedenis
Het oude dorp Huizum ligt op een terp. Dit wijst erop dat er al voor het jaar 1000 bewoning aanwezig was. Na die tijd werd begonnen met de aanleg van zeedijken waardoor de terpen overbodig werden. De eerste schriftelijke vermelding van Huizum wordt gevonden in een brief van Wibald van Stablo, de abt van de Abdij van Corvey, die hij namens de "Khristenen van de Parochie Lieuward ten jaren 1149" aan de bisschop van Utrecht schrijft. Naast voorstellen betreffende de kerk van Leeuwarden, geeft de abt in deze brief het advies om de aanleg en de bewoning van Huizum te laten opgaan met die van Leeuwarden. Destijds stond de Potmarge Diept deze annexatie nog in de weg.
Tot 1 januari 1944 was Huizum de hoofdplaats van de gemeente Leeuwarderadeel. Tijdens de Duitse bezetting, werd het zuidelijk deel van de gemeente Leeuwarderadeel (Leeuwarderadeel-zuid) bij de gemeente Leeuwarden gevoegd. Hierdoor werd Huizum een woonwijk van Leeuwarden. Tot 1965 stond het gemeentehuis van de gemeente Leeuwarderadeel nog in Huizum.

## Beschrijving
Huizum wordt onderscheiden in drie delen, te weten Huizum-West, Huizum-Oost en Huizum-Dorp. De afscheiding tussen oost en west wordt gevormd door de Schrans en de Verlengde Schrans. De afscheiding tussen Oost en het oude dorp Huizum wordt gevormd door de Wirdumervaart die uitmondt in de rivier de Potmarge.
Huizum Dorp is een rustige oude dorpswijk. Centraal in het dorp, aan de rand van het Abbingapark en de Wirdumervaart, ligt de Dorpskerk Huizum, het oudste monument (12e eeuw) van de stad Leeuwarden met een van de meest representatieve kerkinterieurs uit de Gouden Eeuw, reden voor erfgoedstichting Alde Fryske Tsjerken om de kerk -met de oudste preekstoel van Friesland- in 2013 onder haar hoede te nemen. Sindsdien is de kerk een bloeiend cultureel centrum waar concerten, exposities en lezingen door prominente Nederlanders worden georganiseerd. Rond de kerk ligt een monumentaal kerkhof waar diverse bekende Friezen begraven liggen. Dat geldt ook voor de aansluitende gemeentelijke begraafplaats. 
Op het terrein van de voormalige Faber Haarden-fabriek kwam na 2008 de deels in jaren 1930 stijl gebouwde woonwijk Zuiderplantage. In deze wijk staan een 52 meter hoge woontoren en twee lagere appartementencomplexen.
Huizum-Oost is een gevarieerde wijk met de Huizumerlaan als oudste gedeelte, daarachter bevindt zich aan de ene kant het complex van de Hogeschool Van Hall Larenstein aan de Potmarge. Aan de andere kant bevindt zich een woonwijk met voornamelijk naoorlogse woningen. Ook is hier een nieuwbouwgebied bij gekomen, Aan De Potmarge.
Tussen Oost en West ligt een gebied ingesloten door de Oostergoweg en de Schrans. De Huizumerlaan loopt door dit gebied heen als een lint die Dorp tot West aan elkaar verbindt. In dit gebied bevindt zich een aantal kantoorpanden en de Oude Badweg waaraan vroeger volkstuinen stonden. Deze tuinen hebben plaatsgemaakt voor het Medisch Centrum Leeuwarden. Er is nog een klein stukje van de Oude Badweg over.
Huizum-West is een gewilde woonwijk die kort na het begin van de 20e eeuw ontstond. Huizum-West is opgedeeld in drie buurten - te noemen: de Hollanderwijk, de Schilderswijk en de Letterkundigenwijk. De Hollanderwijk is beschermd stadsgezicht en is met name in trek vanwege de oude arbeidershuisjes. In deze buurt is weinig nieuwbouw.

## Natuur
Huizum kent veel groen. Met drie parken is het het natuurlijkste deel van Leeuwarden.
- Het Abbingapark is in 1979 geopend. Het een kleine kinderboerderij en een woonwagenkamp. Het ligt naast de dorpskerk van Huizum, met aanliggend de Huizumerbegraafplaats.
- Het Julianapark is aangelegd als werkverschaffingsproject, voornamelijk door werklozen van Leeuwarderadeel. Het is vooral een wandelpark. Eenden, meerkoeten, meeuwen en waterhoentjes hebben hier hun leefgebied. Ze worden veelal gevoederd door bewoners van de wijk.
- De Potmarge is een uitgestrekt recreatiegebied langs de gelijknamige rivier dat Huizum Dorp verbindt met de binnenstad,Achter de Hoven en Schepenbuurt en andere wijken in Leeuwarden.
- Het Borniapark is kort na de Tweede Wereldoorlog verdwenen. Op de plaats er van staat nu Medisch Centrum Leeuwarden.

## Huizumers
Het stedelijk dialect dat een echte Huizumer spreekt wijkt wat af van het Stadsfries dat in de andere delen van Leeuwarden voorkomt. Het komt wat zachter en formeler over: Aanspreektitels als 'dou' of 'stou' zal een echte Huizumer niet gebruiken; hij zal altijd voor 'jou' kiezen.
| taal        | voorbeeldzin             |
| ----------- | ------------------------ |
| Fries       | Dat moasto net dwaan.    |
| Liwwadders: | Dat mustou niet doen.    |
| Huizumers:  | Dat mutte jou niet doen. |
| Nederlands: | Dat moet je niet doen.   |

## Skûtsje
Huizum heeft sinds jaar en dag een eigen skûtsje dat in de SKS-klasse van de traditionele Friese competitie meevaart. Het schip 'it doarp Huzum' heeft een witte romp en voert het zeilteken LM. Dit staat voor Lodewijk Meeter, die in 1966 eigenaar van het skûtsje werd en voor Huizum ging zeilen. Het schip was in 1911 gebouwd op de relatief onbekende werf De Roos en Van der Meijden aan de Dokkumer Ee in Leeuwarden. Sinds 2017 staat Johannes Hzn. Meeter aan het helmhout, hij is de zoon van Hidzer Lzn. Meeter en kleinzoon van de vermaarde schipper Lodewijk Meeter.
Het skûtsje van 'pake Loadewyk' is in 2013 ingeruild voor een ander skûtsje, de voormalige 'Sûn en Wol'. Dit schip, gebouwd in 1925, is een Bûtenstfallaatster van de bekende werf aan het Buitenstvallaat in Drachten. Met dit schip werd voor het eerst na 18 jaar op de Langweerder Wielen weer een eerste plek gehaald.

## Economie
De langste wijk van Leeuwarden wordt van noord naar zuid doorsneden door de Schrans. Dit is een winkelstraat met vooral winkels van grote ketens en uitzendbureaus, maar er zijn ook zelfstandige winkeliers.
In Huizum-Oost en het tussenliggende gebied staan de gebouwen van ROCFriese Poort en PricewaterhouseCoopers, ook is er een Shell Express en een fitnessstudio.
In Huizum-dorp is een tuincentrum gevestigd van Klaver Hydrocultuur dat is aangesloten bij de Intratuin-keten. Aan de overkant van de Drachtsterweg in de naastgelegen wijk de Wielenpôlle bevindt zich een Albert Heijn XL, de grootste vestiging van deze supermarktketen in Leeuwarden.

## Geboren in Huizum
- Andries Pietersz. Meeter (1817-1889), kinder- en schoolboekenschrijver en pedagoog
- Bert Bakker (1912-1969), schrijver en uitgever
- Wim Hora Adema (1914-1998), journaliste, schrijfster, feministe
- Ted Meines (1921-2016), verzetsman en generaal
- Pier van Gosliga (1926-2019),  burgemeester
- Beb Mulder (1939-2020), beeldend kunstenaar